# Pachnodus velutinus
Pachnodus velutinus е изчезнал вид сухоземно коремоного от семейство Cerastidae.

## Разпространение
Видът е бил ендемичен за Сейшелските острови.